# 電子励起爆薬
電子励起爆薬（でんしれいきばくやく）は、電子励起状態になった物質を化合させて製造する次世代爆薬の概念である。
爆薬の威力はトリニトロトルエン以来100年以上かけて2倍程度にしか向上しておらず、2017年時点で最大威力のオクタニトロキュバンでもRE係数は2.38であり、限界に達しつつあると言われている。これを打ち破る技術的ブレイクスルーになる次世代爆薬として研究されている爆薬である。
基本的な概念は、予め原子の周りのエネルギーを高めた物質、つまり電子励起状態の原子を組み合わせて化合物を作れば今までより飛躍的に高いエネルギーを持つ化合物が作れると言う発想である。
2個の電子が励起したヘリウム原子は通常のヘリウムと異なる物性を示し励起状態で準安定化する。この原子は原子同士が結合して常温から500 ℃までの温度で固体になると計算されている。威力はTNT換算すれば1トンの爆薬がTNT500トン分の威力を持つことになり、戦術核兵器並の通常爆弾が開発できることを意味している。コンピューターによる電子軌道の計算によって励起状態で安定したまま化合物になる可能性が見つかったことから、実際に製造可能だと言われているが、2024年の時点で実際に合成に成功した事例は無い。このような研究から金属ヘリウム爆薬と呼べるものができるのではないかと予想されている。
他にも励起炭素を水素と化合させることが可能と実験で確認されたため、励起炭素のベンゼン環を持つ芳香族爆薬の可能性も研究されている。